# Marco Herszel
Marco Herszel, né le 2 juin 1979 à Schönebeck, est un kayakiste allemand pratique la course en ligne qui a disputé des compétitions dans les débuts des années 2000.
Il a gagné 4 médailles aux Championnats du monde de course en ligne :
- 1 Or (K-4 1000 m : 2007 à Duisbourg),
- 1 Argent (K-2 1000 m: 2005 à Zagreb),
- 2 Bronzes (K-2 1000 m: 2001 à Poznań, 2003 à Gainesville).

Herszel a également finit 6e à l'épreuve K-2 1000 m aux Jeux olympiques d'été de 2004 à Athènes.